# Fatos Nano
Fatos Thanas Nano (Tirana, 16 de setembro de 1952), mais conhecido como Fatos Nano, é um economista e político albanês que serviu como primeiro-ministro da Albânia por 3 mandatos, tendo sido o 1º primeiro-ministro do país após sua redemocratização em 1991. Nano é formado em Economia Política e obteve um PhD em Economia pela Universidade de Tirana.

## Carreira política

### Primeiros anos
Após a queda da República Popular Socialista da Albânia em 1991, foi nomeado primeiro-ministro do governo de transição, cujo propósito era organizar a primeira eleição parlamentar do país. Poucos meses depois, após diversos protestos e greves, ele renunciou ao cargo, sendo sucedido pelo correligionário socialista Ylli Bufi. Entretanto, ainda em 1991, foi eleito líder do recém-fundado Partido Socialista da Albânia (PSSh), sucessor legal do extinto Partido do Trabalho da Albânia (PPSh).  

### Acusações de corrupção e prisão
Na eleição parlamentar de 1992, elegeu-se deputado pelo distrito de Kuçovë, porém o oposicionista Partido Democrático da Albânia (PDSh) foi o partido mais votado nas eleições e formou governo, sendo liderado à época pelo primeiro-ministro Aleksandër Meksi e pelo presidente Sali Berisha. Enquanto líder da oposição, suas críticas sistemáticas ao estilo autoritário de governo do presidente e à incapacidade do novo governo de centro-direita em promover reformas estruturais fizeram-lhe sofrer uma série de represálias políticas por parte da bancada do PDSh, que abriu inquérito parlamentar para investigar suspeitas de corrupção e abuso de poder econômico na gestão de fundos de ajuda humanitária mantidos pelo governo da Itália para fornecer suporte material às famílias albanesas durante a grave crise econômica que a Albânia enfrentou no início da década de 1990. 
Com o avanço das investigações, o procurador-geral Alush Dragoshi protocolou junto ao Parlamento da Albânia pedido de suspensão da imunidade parlamentar de Nano para que se cumprisse a ordem de prisão preventiva expedida pela justiça albanesa. Em 27 de julho de 1993, a maioria governista no parlamento aprovou a cassação da imunidade parlamentar de Nano, que acabou preso 4 dias depois.

### Saída da prisão e novos mandatos
Em 1994, esquemas de pirâmides financeiras surgiram na Albânia. Seu colapso total em 1997 causou uma revolta popular armada que forçou o presidente Sali Berisha a renunciar ao cargo. Nano, por sua vez, foi inocentado em seu julgamento e libertado. No mesmo ano, após a vitória do PSSh na eleição parlamentar, Nano foi novamente indicado como primeiro-ministro pelo presidente eleito Rexhep Meidani. No ano seguinte, teve que renunciar após uma tentativa de golpe de Estado levada a cabo por militantes mais radicais do PDSh na ocasião do funeral de um líder da oposição, Azem Hajdari. Tal manobra radical custou caro à oposição, que viu o PSSh vencer novamente a eleição parlamentar de 2001 e após um impasse político ocasionado por boicote às funções parlamentares levado à cabo pelo PDSh, Nano tornou-se novamente primeiro-ministro, indicado dessa vez pelo presidente Alfred Moisiu. 

### Últimos anos
Entretanto, o PSSh acabou sendo derrotado na eleição parlamentar de 2005, perdendo sua maioria parlamentar justamente para o PDSh, que fechou acordos políticos com partidos menores à direita e lançou o ex-presidente Sali Berisha como primeiro-ministro do novo governo. Em 1º de setembro de 2005, Nano renunciou à presidência do PSSh.
Em 20 de junho de 2007, Nano disputou o 1º turno da eleição indireta para a presidência da República para suceder Alfred Moisiu. Entretanto, a maioria da bancada parlamentar de seu próprio partido não o apoiou, preferindo boicotar a eleição. Com isso, recebeu somente 3 votos enquanto que Bamir Topi, deputado do PDSh, recebeu 75 votos. Mesmo assim, Topi não recebeu votos suficientes para se eleger no 1º turno de votação, pois é necessária uma maioria de 3/5 do Parlamento da Albânia (o que corresponde a 84 deputados) para que a eleição presidencial tenha um vencedor. Um 2º turno ocorreu dias depois, em 8 de julho, e novamente os parlamentares não chegaram a um consenso sobre a escolha do novo presidente, tendo Nano recebido dessa vez 9 votos, enquanto Topi recebeu 74. 
Um 3º turno ocorreu na semana seguinte, em 14 de julho. Nano renunciou à sua candidatura e passou a apoiar a candidatura do independente Neritan Ceka, que recebeu 32 votos contra 50 de Topi. Caso persistisse a dificuldade de eleger um presidente teriam que ser convocadas novas eleições parlamentares. Entretanto, no 4º turno, em 20 de julho, o impasse político teve fim quando Topi obteve 85 votos e sagrou-se vencedor.